# Hans Gollwitzer
Hans Gollwitzer (* 13. Januar 1896 in Erding; † 24. März 1979 in Mühldorf am Inn) war ein deutscher evangelischer Pfarrer und Kommunalpolitiker. Im bayerischen Kirchenkampf war er einer der Hauptakteure der Deutschen Christen. Von 1937 bis 1945 und erneut von 1952 bis 1966 war er Bürgermeister von Mühldorf am Inn.

## Leben
Hans Gollwitzer war der Sohn eines bayerischen Stadtsekretärs. Er besuchte die Volksschule in Erding und ab 1906 das Alte Gymnasium in Regensburg. An der Universität Erlangen studierte er anschließend Theologie. Bei Ausbruch des Ersten Weltkriegs meldete er sich als Kriegsfreiwilliger. Als Leutnant wurde er an der Westfront zweimal verwundet. 1919 schied Gollwitzer aus dem Heer aus und beendete sein Theologie-Studium. Er wurde in der Folge Mitglied des Deutsch-Völkischen Bundes, des Freikorps Epp und war Zeitfreiwilliger bei der Reichswehr. Ferner schloss er sich dem Bund Oberland und dem Völkischen Block an. Seine erste seelsorgerliche Tätigkeit begann er 1922 in Zirndorf, später war er in Brunnenreuth und Ostheim tätig. Zum 1. September 1929 trat Gollwitzer, damals Pfarrvikar in Mühldorf, der NSDAP bei (Mitgliedsnummer 153.028) und war gleichzeitig bei der Gründung der Mühldorfer Ortsgruppe der NSDAP beteiligt. 1931 wurde er Pfarrer von Mühldorf.

## Rolle im Kirchenkampf
1933 wurde Gollwitzer Mitglied der Deutschen Christenbewegung, ebenso gehörte er dem Nationalsozialistischen Evangelischen Pfarrerbund (NSEP) an, dessen Gau Oberbayern er auch leitete. Nachdem am 11. Oktober 1934 der bayerische Landesbischof Hans Meiser auf Veranlassung der Reichskirchenregierung verhaftet und für abgesetzt erklärt worden war, wurde Gollwitzer zum Geistlichen Kommissar für Altbayern ernannt. Die Reichskirchenregierung hatte die bayerische Landeskirche in die zwei Kirchengebiete Franken und Altbayern (einschließlich Schwaben) aufgeteilt, an deren Spitze je ein Geistlicher Kommissar mit bischöflichen Kompetenzen trat. Unterstützt wurde dieser gewaltsame Eingliederungsversuch der Reichskirche von den radikalen Deutschen Christen Bayerns. Da die Pfarrer und Gläubigen in Bayern jedoch allermeist treu zu Landesbischof Meiser standen, konnten sich die Geistlichen Kommissare nicht halten. Gollwitzer konnte sein Amt als Geistlicher Kommissar nur drei Wochen lang behaupten, ehe Landesbischof Meiser und seine Mitarbeiter wieder die Kirchenleitung übernahmen. Da Gollwitzer nicht bereit war, sich der Landeskirchenleitung unter Meiser zu unterstellen, leitete diese ein Dienststrafverfahren wegen Gehorsamsverweigerung ein. Im Sommer 1935 wurde er schließlich aus seiner Anstellung als Pfarrer entlassen. Gollwitzer gehörte 1935 zu den Mitbegründern des Gaus Hochland der Deutschen Christenbewegung und führte den Kampf gegen die Landeskirche zunächst unermüdlich weiter. Im Laufe des Jahres 1936 kam es zu schweren Streitigkeiten innerhalb des Gaus Hochland, wobei Gollwitzer seine dortige Führungsrolle zu bewahren suchte. Ende 1936 zog er sich enttäuscht aus der aktiven Arbeit für die Deutsche Christenbewegung zurück. Der Kirchenstreit wurde ihm schließlich völlig gleichgültig. Er brach endgültig mit der Kirche und erklärte 1939 seinen Kirchenaustritt. Fortan widmete er sich der Kommunalpolitik in Mühldorf.

## Bürgermeister von Mühldorf
Nach dem Rückzug von seiner kirchenpolitischen Tätigkeit übernahm Gollwitzer die Ortsgruppenamtsleitung der Nationalsozialistischen Volkswohlfahrt (NSV) und die Organisation des Winterhilfswerks des Deutschen Volkes (WHW). Am 9. März 1937 wurde er zum ehrenamtlichen Bürgermeister Mühldorfs ernannt. Zum berufsmäßigen Bürgermeister der Stadt Mühldorf wurde er mit Wirkung vom 1. April 1938 berufen. Im Zweiten Weltkrieg war er bis 1943 als Major und Bataillonskommandeur in Russland und Frankreich. 1945 ließ er beim Anrücken der US-Armee die Stadt den amerikanischen Truppen kampflos übergeben. Mit dem Einmarsch der Amerikaner wurde Gollwitzer am 2. Mai 1945 seines Amtes als Bürgermeister enthoben. Aufgrund seiner Tätigkeit als NS-Funktionär wurde er für die Dauer von drei Jahren interniert. 1946 wurde ihm die Mühldorfer Ehrenbürgerwürde entzogen, die er am 13. Oktober 1934 – zu Beginn seiner kurzen Amtszeit als Geistlicher Kommissar für Altbayern – erhalten hatte. Nach seiner Internierung im Lager Moosburg lebte er zunächst in Egglkofen. 1952 wurde Gollwitzer als parteiloser Kandidat zum Bürgermeister von Mühldorf gewählt. Dieses Amt hatte er bis 1966 inne. 1971 wurde er erneut zum Ehrenbürger von Mühldorf ernannt. Noch heute ist in Mühldorf eine Straße nach ihm benannt, was allerdings aufgrund seiner Vergangenheit als überzeugter Nationalsozialist nicht unumstritten ist.